# Clarisse Sieckenius
Clarisse Sieckenius de Souza (Rio de Janeiro) é uma cientista da computação, escritora e professora titular no Departamento de Informática da Pontifícia Universidade Católica do Rio de Janeiro (PUC-Rio), onde ela faz pesquisas na área de interação humano-computador (HCI) e desenvolveu a teoria da engenharia semiótica.
É fundadora da SERG (Semiotic Engineering Research Group) na Pontifícia Universidade Católica do Rio de Janeiro (PUC-Rio).

## Biografia resumida
Clarisse Sieckenius obteve seu diploma de bacharel em letras, com ênfase em tradução-interpretação, em 1979. Fez um Mestrado em Língua portuguesa, em 1982; e um Doutorado em Linguística Aplicada, em 1988; todos pela Pontifícia Universidade Católica do Rio de Janeiro. Após essa formação, ela entrou para o departamento de informática da PUC-Rio, onde ela se tornou professora de 2006.
Ao longo de sua carreira, ela fez vários estágios de pós-doutorado e como pesquisadora visitante em universidades no Canadá e Estados Unidos. Em 1991, iniciou sua própria investigação sobre Semiótica de Engenharia, e com isso criando o SERG, em 1996.

## Prémios e reconhecimento
Em 2010, foi covencedora do prêmio ACM SIGDOC Rigo.
Em 2013 entrou para a ACM SIGCHI CHI Academy. 
É também uma das covencedoras da IFIP TC13 Pioneers of HCI Award em 2014. 
Em 2016, ela foi o vencedora do Prémio de Mérito cientifico da Sociedade Brasileira de computação. Clarisse é também um dos CRA-W / Anita Borg Institute's Notable Women in Computing. 
Em 2015, Clarisse se tornou a primeira brasileira homenageada em um projeto internacional Notable Women in Computing da Universidade de Duke, nos Estados Unidos, que valoriza a participação feminina na ciência da computação. 
Seu rosto passou a integrar um baralho temático onde cada carta é uma cientista homenageada (ela é o 10 de espadas) para que os professores possam usar nas salas de aulas sobre o trabalho e a biografia dessas mulheres.

## Publicações
Publicou três livros internacionais sobre o tema da semiótica de engenharia:
- The Semiotic Engineering of Human–Computer Interaction (MIT Press, 2005)
- Semiotic Engineering Methods for Scientific Research in HCI (Morgan & Claypool, 2009 - com Carla Leitão)
- A Journey through Cultures (Springer, 2012 - com Luciana Salgado e Carla Leitão)